# Isao Tomita
Isao Tomita (jap. 冨田 勲, Tomita Isao; * 22. April 1932 in Tokio; † 5. Mai 2016 ebenda) war ein japanischer Musiker und Komponist.

## Kindheit und Jugendalter
Tomita wurde 1932 in Tokio als ältester Sohn eines Arztes geboren. Bald zog seine Familie nach China um, und er wuchs in Qingdao und danach in Peking auf. Als er das schulpflichtige Alter erreichte, kehrte er nach Japan zurück und wohnte in Okazaki, der Heimat seines Vaters. Danach zog er nach Tokio, um eine der Keiō-Universität anhängige private Mittelschule zu besuchen. Später studierte er bis 1955 Ästhetik und Kunstgeschichte an der Keio-Universität.

## Musikalischer Werdegang
Isao Tomita begann Musikkomposition im Selbststudium zu lernen. Als er die Mittelschule besuchte, lernte er Kompositionen von Hirao Kishiro (平尾貴四男), Kofune Kōjirō (小船幸次郎) kennen, später auch von Hirota Ryūtarō (弘田龍太郎). Im zweiten Jahr seines Studiums erhielt er den ersten Preis im Kompositionswettbewerb von Asahi Shimbun. Dieser Erfolg bewog ihn, Komposition zu seinem Beruf zu machen. Er arbeitete schon während seines Studiums als Komponist.
Bekannt wurde Tomita durch seine Umsetzungen vorwiegend klassischer Stücke auf dem Synthesizer. 1974 brachte Isao Tomita Klavierstücke von Claude Debussy unter dem Titel Snowflakes Are Dancing heraus. 1975 erschien seine vermutlich bekannteste Arbeit, Pictures at an Exhibition, von Modest Mussorgski ursprünglich für Klavier komponiert, als Synthesizer-Fassung. Im Jahr 1976 setzte Tomita die Orchestersuite Die Planeten von Gustav Holst um. Zu Beginn hatte er dabei einen Raketenstart mit Countdown von der Erde aus komponiert, in dem das Thema des Jupiters dominiert. Im selben Jahr veröffentlichte Tomita, neben einer Auswahl unterschiedlicher klassischer Werke, auf der Platte Kosmos auch eine Synthesizerfassung von John Williams’ Thema zum Film Star Wars, die mit einem kleinen Überraschungseffekt endet und sich übergangslos mit einem Fragment aus Beethovens Für Elise überschneidet. Im Rahmen des Ars-Electronica-Festivals führte Tomita 1982 The Bermuda Triangle live in einer gläsernen, schwebenden Klang-Pyramide im Linzer Donaupark auf. Auch der 1992 aufgenommene Soundtrack zur internationalen Fernsehproduktion Storm from the East ist keine Eigenkomposition von Tomita. Er basiert auf einem alten mongolischen Volkslied, welches über 15 Tracks variiert wird. Insgesamt brachte Isao Tomita mehr als 31 Alben heraus. 2011 wurde er für seine Tätigkeit als Komponist mit dem Asahi-Preis ausgezeichnet.
Tomita starb am 5. Mai 2016 im Tokyo Metropolitan Hiroo Hospital an Herzversagen. Er wurde 84 Jahre alt.

## Werke
1. Snowflakes Are Dancing (1974)
  1. Snowflakes Are Dancing
  2. Reverie
  3. Gardens in the Rain
  4. Clair de lune
  5. Arabesque No. 1
  6. The Engulfed Cathedral
  7. Passepied
  8. The Girl with the Flaxen Hair
  9. Golliwog’s Cakewalk
  10. Footprints in the Snow
2. Pictures at an Exhibition (1975)
  1. Promenade
  2. The Gnome
  3. Promenade
  4. The Old Castle
  5. Promenade
  6. Tuileries
  7. Bydlo
  8. Promenade
  9. Ballet of the Chicks in their Shells
  10. The two Jews
  11. Limoges/Catacombs
  12. Cum Mortuis in Lingua Mortua
  13. Baba Yaga (Hut on Fowls' Legs)
  14. Great Gate of Kiev
3. The Firebird (1976)
  1. Firebird Suite – Introduction and Dance of the Firebird (Stravinsky)
  2. Firebird Suite – Round of the Pricesses (Khorovod) (Stravinsky)
  3. Firebird Suite – Infernal Dance of King Kastchei (Stravinsky)
  4. Firebird Suite – Berceuse and Finale (Stravinsky)
  5. Prelude to the Afternoon of a Faun (Debussy)
  6. A Night on Bare Mountain (Mussorgsky)
4. The Planets (1976)
  1. Mars the Bringer of War
  2. Venus the Bringer of Peace
  3. Mercury the Winged Messenger
  4. Jupiter the Bringer of Jollity
  5. Saturn the Bringer of Old Age
  6. Uranus the Magician
  7. Neptune the Mystic
5. Kosmos (Space Fantasy) (1977)
  1. Star Wars (Main Title) (John Williams)
  2. Space Fantasy (R. Strauss/R. Wagner/Tomita)
  3. Pacific 231 (Arthur Honegger)
  4. The Unanswered Question (C. Ives)
  5. Aranjuez (Rodrigo/Tomita)
  6. Peer Gynt: Solvejg’s Song (E. Grieg)
  7. Hora Staccato (Dinicu/Heifetz)
  8. The Sea Named “Solaris” (J. S. Bach/Tomita)
6. The Bermuda Triangle (1978)
7. Daphnis et Chloé – The Ravel Album (1979)
  1. Daphnis et Chloé, Suite No. 2
  2. Pavane pour une infante défunte
  3. Boléro
  4. Ma mère l’oye, Suite
8. Grand Canyon Suite (1982)
  1. Sunrise
  2. Painted Desert
  3. On the Trail
  4. Sunset
  5. Cloudburst
9. Dawn Chorus (1984)
  1. Dawn Chorus
  2. Whistle Train
  3. Pegasus
  4. Vela-X Pulsar
  5. Adagio of the Sky
  6. Cosmic Chorale
  7. Vocalise
  8. Canon of three Stars
10. Live at Linz 1984 (1984)
11. Storm from the East (Soundtrack, Alternativtitel: Legends of Blue Wolf, 1992)
12. Hänsel und Gretel (live VHS, LD, 1993)
13. School (1993)
14. First Emperor (as musical supervisor, 1994)
15. Shin Nihon Kikou (1994)
16. Nasca Fantasy (supporting Kodō, 1994)
17. Bach Fantasy (1996)
18. Jungle Emperor Leo (1997)
19. Gakko I–III (1998)
20. Tale of Genji (live, 1999)
21. 21 seiki e no densetsushi Shigeo Nagashima (2000)
22. Tale of Genji Symphonic Fantasy (studio, 2000)
23. Sennen no Koi: Hikaru Genji Monogatari (2001)
24. Tokyo Disney Sea Aquasphere Theme Music (2002)
25. The Planets 2003 (2003)
26. Tomita on NHK (compilation, 2003)
27. Samurai der Dämmerung (2003)
28. The Hidden Blade (Kakushi ken oni no Tsume) (2004)
29. Black Jack: Futari no kuroi isha (2005)
30. Love and Honor – Bushi no ichibun (Bushi no ichibun) (2006)
31. Kabei (2008)
32. Dr. Coppelius (2017, posthum)